# Злокучене (Пазарджикская область)
Злокучене (болг. Злокучене) — село в Болгарии. Находится в Пазарджикской области, входит в общину Септември. Население составляет 938 человек.

## Политическая ситуация
В местном кметстве Злокучене, в состав которого входит Злокучене, должность кмета (старосты) исполняет Асен Методиев Беков (Евророма) по результатам выборов 2007 года правления кметства.
Кмет (мэр) общины Септември — Томи Спасов Стойчев (независимый), по результатам выборов 2007 года в правление общины.